# Comuna Zalissea, Stara Sîneava
Zalissea (în ucraineană Залісся) este o comună în raionul Stara Sîneava, regiunea Hmelnîțkîi, Ucraina, formată din satele Podoleanî și Zalissea (reședința).

## Demografie
Componența lingvistică a comunei Zalissea
     Ucraineană (99,79%)
     Alte limbi (0,21%)
Conform recensământului din 2001, majoritatea populației comunei Zalissea era vorbitoare de ucraineană (99,79%), existând în minoritate și vorbitori de alte limbi.